# Tachytes
Tachytes is een soortenrijk geslacht van vliesvleugeligen uit de  familie van de graafwespen (Crabronidae). De wetenschappelijke naam van het geslacht werd in 1806 gepubliceerd door Georg Wolfgang Franz Panzer.
Tachytes komen over de hele wereld voor, vooral in de tropen en gematigde klimaten. Het zijn meestal fors gebouwde, sterk behaarde wespen die daardoor op bijen lijken.
De wijfjes van de meeste soorten maken een nest in de bodem. Een nest bestaat uit meerdere cellen met telkens een ei en een aantal prooidieren, die het wijfje heeft gevangen en naar het nest gevlogen vooraleer het ei erin te leggen. De cellen bevinden zich enkele centimeter tot meer dan een meter onder het maaiveld. Een cel bevat een tot dertien prooien. De prooien behoren over het algemeen tot de families doornsprinkhanen (Tetrigidae), veldsprinkhanen (Acrididae), sabelsprinkhanen (Tettigoniidae) of Tridactylidae van de rechtvleugeligen.

## Soorten in Europa
In Europa zijn negen soorten waargenomen:
- T. ambidens Kohl, 1884
- T. argenteus Gussakovskij, 1933
- T. argyreus (F. Smith, 1856)
- T. etruscus (Rossi, 1790)
- T. freygessneri Kohl, 1881
- T. matronalis Dahlbom, 1845
- T. obsoletus (Rossi, 1792)
- T. panzeri

Plompe sprinkhanendoder (Dufour, 1841)
- T. procerus A. Costa, 1882